# Vincent du Vigneaud
Vincent du Vigneaud (18.5.1901 – 11.12.1978) là một nhà hóa sinh người Mỹ, đã đoạt giải Nobel Hóa học năm 1955 cho công trình cách ly, việc nhận biết cấu trúc và tổng hợp toàn bộ của peptide tuần hoàn oxytocin.

## Tiểu sử
Vigneaud tốt nghiệp trường Schurz High School năm 1918, và bắt đầu học ngành hóa học ở Đại học Illinois tại Urbana-Champaign. Ông bị ảnh hưởng bởi các bài giảng của Carl Shipp Marvel. Sau khi đậu bằng thạc sĩ khoa học năm 1924 ông làm việc cho Công ty hóa chất DuPont, nhưng quay lại bắt đầu sự nghiệp học thuật của mình bằng cách gia nhập nhóm của John R. Murlin ở Đại học Rochester để làm luận án tiến sĩ năm 1925. Năm 1927 ông đậu bằng tiến sĩ với luận án The Sulfur in Insulin. Sau nhiều chức vụ hậu tiến sĩ làm với John Jacob Abel ở Trường Y học Đại học Johns Hopkins, với Max Bergmann tại Viện nghiên cứu của Kaiser-Wilhelm-Gesellschaft ở Dresden và các người khác. Ông được bổ nhiệm làm giáo sư ở Đại học Illinois.
Ông tới làm việc ở Trường Y học Đại học George Washington tại Washington, D.C. năm 1932 và Cornell Medical College (trường Y học của Đại học Cornell) ở thành phố New York năm 1938, nơi ông làm việc tới khi nghỉ hưu với hàm giáo sư danh dự năm 1967. Từ năm 1967 ông làm việc ở Đại học Cornell ở Ithaca, New York.
Ông đã gia nhập Alpha Chi Sigma khi ở Đại học Illinois năm 1930.
Ông kết hôn với Zella Zon Ford ngày 12.6.1924. Năm 1974 ông bị đột quỵ, khiến ông phải chấm dứt sự nghiệp đại học của mình. Ông từ trần ngày 11.12.1978, một năm sau khi bà vợ qua đời.

## Sự nghiệp
Sự nghiệp của ông nằm trong các lãnh vực sulfur, protein – và đặc biệt là peptide. Ngay trước khi công trình nổi tiếng về việc làm sáng tỏ cùng tổng hợp oxytocin và vasopressin, ông đã nổi danh về công trình nghiên cứu insulin, biotin, transmethylation và penicillin. Ông cũng bắt đầu nghiên cứu một loạt hoạt động cơ cấu liên quan tới oxytocin và vasopressin, có lẽ là các nghiên cứu đầu tiên về peptide.

## Giải thưởng
- giải Albert Lasker cho nghiên cứu Y học cơ bản năm 1943
- giải Passano năm 1955
- giải Nobel Hóa học năm 1955